# Pont de Grenelle
Pont de Grenelle - stalowy most na rzece Sekwanie położony w Paryżu. Most łączy 15. okręg Paryża z 16. okręgiem. Część mostu przechodzi przez wyspę Île aux Cygnes położoną na Sekwanie. Most został wybudowany w 1966 roku i zastąpił stary most, który został zbudowany w 1873 roku. Most opiera się na konstrukcji łukowej. Most przechodzi tuż za statuą wolności znajdującą się na końcu Île aux Cygnes. Długość mostu wynosi 220 metrów a szerokość 30 m.

## Metro
Najbliższe stacje paryskiego metra to Charles Michels oraz Mirabeau.